# سیارک ۱۹۵۴۷
سیارک ۱۹۵۴۷ (به انگلیسی: 19547 Collier، نامگذاری:1999JP57) نوزده هزار و پانصد و چهل و هفتمین سیارک کشف شده‌است که در ۱۰ مه ۱۹۹۹ کشف شد.
قدر مطلق سیارک برابر ۹.۳ است.